# Ogoki Reservoir
Das Ogoki Reservoir ist ein Stausee am Ogoki River im Thunder Bay District in der kanadischen Provinz Ontario.

## Lage
Der Waboose Dam (⊙) wurde am Ogoki River in den 1930er und 1940er Jahren mit der Absicht errichtet, das Wasser des oberen Ogoki River zum Nipigonsee und zum Oberen See umzuleiten, damit die dortigen Wasserkraftwerke zusätzliche Wassermengen nutzen konnten. Mit der Fertigstellung im Jahr 1943 entstand das Ogoki Reservoir. Der langgestreckte Stausee hat eine Länge von 50 km und eine Wasserfläche von etwa 126 km². Er liegt auf einer Höhe von 316 m. Das Wasser fließt nun zum größten Teil über den Mojikit Channel zum südlich angrenzenden Mojikit Lake. An dessen südöstlichem Ufer befindet sich der Summit Control Dam, der den Abfluss des Wassers über den Little Jackfish River zum südlich gelegenen Nipigonsee regelt.

## Seefauna
Das Ogoki Reservoir ist ein beliebtes Ziel für Angeltouristen. Aufgrund der fehlenden Zufahrtsstraßen wird der See gewöhnlich per Wasserflugzeug erreicht. Im Stausee werden folgende Fischarten gefangen: Glasaugenbarsch, Hecht und See-Stör.